# Elleguna major
Elleguna major là một loài nhện trong họ Stiphidiidae.
Loài này thuộc chi Elleguna. Elleguna major được M.R. Gray & H. M. Smith miêu tả năm 2008.